# Relatività ristretta

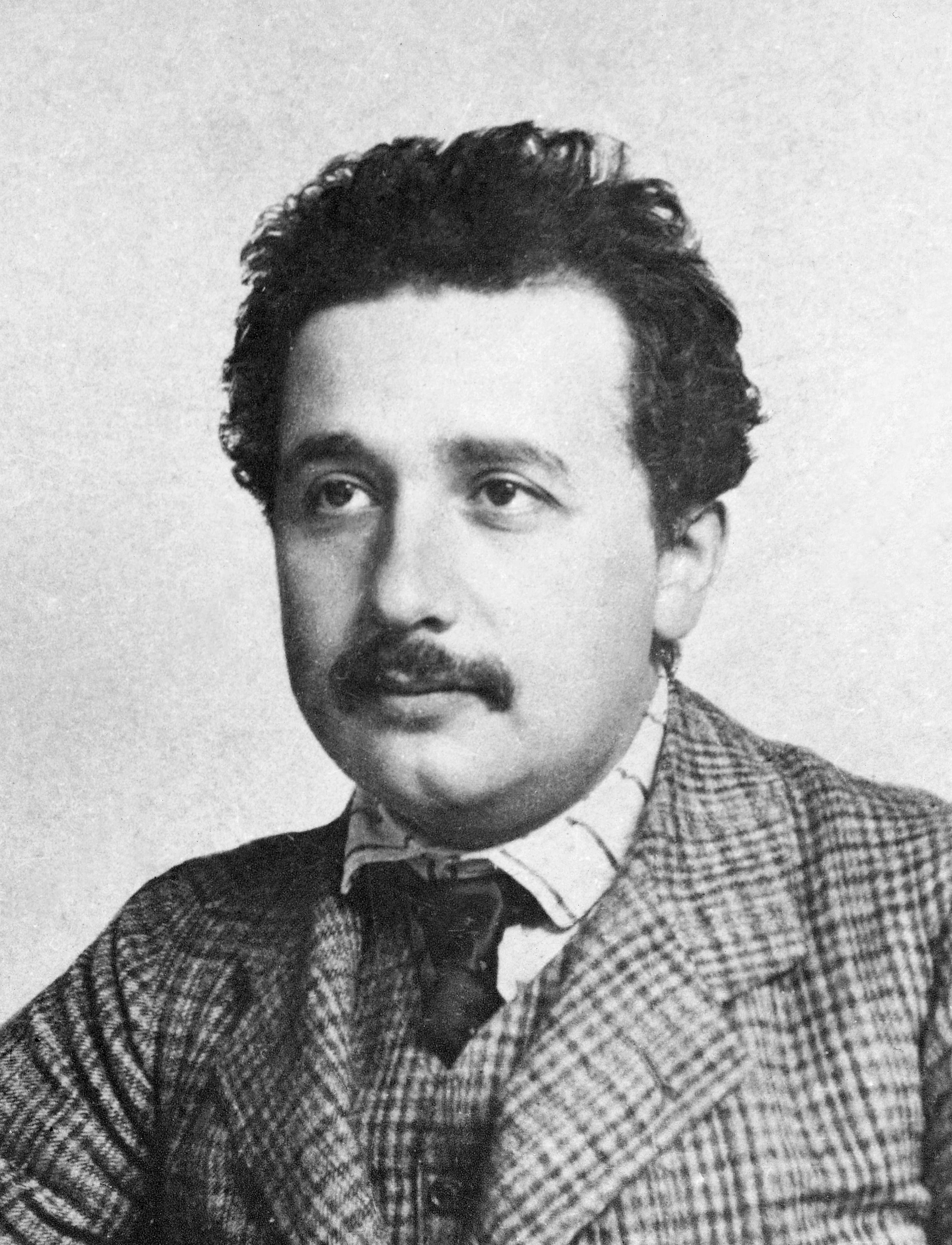
Albert Einstein intorno al 1905, anno di pubblicazione della Relatività ristretta

La teoria della relatività ristretta (o relatività speciale), sviluppata da Albert Einstein nel 1905, è una riformulazione ed estensione delle leggi della meccanica, che attraverso una revisione dei concetti fondamentali di spazio e tempo portò a una radicale svolta nella comprensione del mondo fisico.
La teoria nacque dalla necessità di ottenere leggi della dinamica coerenti con quelle dell'elettromagnetismo. Le correzioni relativistiche diventano indispensabili quando si considerano velocità confrontabili con la velocità della luce; per fenomeni in cui le velocità sono significativamente inferiori le formule della meccanica classica risultano essere una buona approssimazione di quelle della relatività ristretta.

## Princìpi generali
La teoria si basa su due postulati:
- Le leggi della fisica sono invarianti in tutti i sistemi di riferimento inerziali;[Nota 1]
- La luce si propaga nel vuoto a velocità costante {\displaystyle c}, indipendentemente dallo stato di moto della sorgente o dell'osservatore.[Nota 2]

Il primo postulato, noto come principio di relatività speciale, estende il principio di relatività di Galileo dalla meccanica a tutte le leggi della fisica. Il secondo postulato, sull'invarianza della velocità della luce, elimina la necessità dell'etere luminifero, fornendo l'interpretazione oggi condivisa dell'esperimento di Michelson-Morley.
Dai due postulati discende che nell'universo descritto dalla relatività speciale, le misure di intervalli temporali e di lunghezze spaziali effettuate da osservatori inerziali non corrispondono necessariamente fra loro, dando luogo a fenomeni come la dilatazione del tempo e la contrazione delle lunghezze, che sono espressione dell'unione dello spazio tridimensionale e del tempo in un'unica entità quadridimensionale nella quale si svolgono gli eventi, chiamata cronotopo o spaziotempo. In questo ambito lo strumento matematico che consente il cambio di sistema di riferimento sono le trasformazioni di Lorentz, che si riducono alle trasformazioni di Galileo della fisica classica nel limite di basse velocità. Menzionando esplicitamente le trasformazioni di Lorentz nel primo postulato:
- Le leggi della fisica sono invarianti per trasformazioni di Lorentz[Nota 3] in tutti i sistemi di riferimento inerziali

Einstein lo rese in seguito l'unico necessario. Con questa formulazione, infatti, il secondo postulato (sull'invarianza della velocità della luce nel vuoto) può essere derivato dal primo (si veda Principio di relatività), risultando quindi superfluo.
Sempre nel 1905 Einstein ricavò inoltre, nell'ambito della relatività ristretta, la relazione tra l'energia e la massa di un corpo a riposo, affermando l'equivalenza massa-energia e, di conseguenza, un principio fondamentale di conservazione massa-energia. La relazione generale massa-energia è oggi espressa dalla formula E=mc².

## Storia

### Lo spazio e il tempo assoluti della meccanica classica
La fisica classica, ovvero la fisica newtoniana, postula l'esistenza dello spazio e del tempo assoluti, che hanno cioè proprietà determinate indipendentemente dal sistema di riferimento utilizzato e in cui la misurazione di distanze spaziali e intervalli temporali fornisce gli stessi risultati in qualunque sistema di riferimento. Allo stesso modo, in meccanica classica due eventi simultanei, cioè con la stessa coordinata temporale in un dato sistema di riferimento, lo sono anche in ogni sistema di riferimento inerziale rispetto al primo. In fisica, un sistema di riferimento inerziale è un sistema di riferimento in cui è valido il primo principio della dinamica. La relatività galileiana stabilisce la validità dei principi della dinamica di Newton in tutti i sistemi di riferimento inerziali. Le trasformazioni di Galileo determinano come si debba trasformare il valore delle coordinate spaziali, passando da un sistema di riferimento inerziale a un altro.
L'esistenza di uno spazio e di un tempo assoluti in cui si muovono i corpi non implica però l'esistenza di un sistema di riferimento o di uno stato di moto assoluti. Non esiste alcun punto di osservazione privilegiato nell'universo rispetto al quale sia possibile misurare in termini assoluti le distanze o le velocità: per la relatività galileiana in ogni sistema di riferimento inerziale, indipendentemente dalla sua velocità relativa, valgono sempre le stesse leggi fisiche. Conseguentemente, lo stato di quiete è sempre relativo ad dato sistema di riferimento inerziale, ma non esiste alcun esperimento in grado di verificare se tale sistema è fermo in senso assoluto. Come scrisse Galileo Galilei:
(Salviati, Giornata seconda.)

### Il ruolo dell'etere nell'elettromagnetismo e in ottica
Fin dagli sviluppi della fisica classica nel XVII e nel XVIII secolo, ci fu un intenso dibattito circa la natura profonda della luce e si erano formate due scuole di pensiero che proponevano due ipotesi opposte. La prima ipotesi sosteneva che la luce fosse composta da corpuscoli di natura particellare, mentre per la seconda ipotesi la luce ha una natura ondulatoria. In base alle conoscenze dell'epoca, era ferma l'idea dell'onda che si origina come vibrazione meccanica e che si propaga necessariamente in un mezzo, come ad esempio le onde sonore nell'atmosfera. Ipotizzando una natura ondulatoria della luce, fu quindi concepito un mezzo, l'etere, in cui potesse propagarsi:
(Thomas Young)
Numerose verifiche sperimentali, come l'esperimento di Young, la macchia di Poisson o la misura della velocità della luce nell'acqua e nell'aria di Foucault confermarono la natura ondulatoria della luce. La teoria dell'elettromagnetismo, giunta a completamento con le equazioni di Maxwell, sancì il la vittoria dell'ipotesi ondulatoria circa la natura della luce. Le equazioni di Maxwell ammettono infatti soluzioni ondulatorie, le onde elettromagnetiche, che si propagano alla velocità della luce. La scoperta che la luce non è altro che un'onda elettromagnetica in un determinato intervallo di lunghezze d'onda permise di unificare l'ottica e l'elettromagnetismo in una unica teoria. L'etere divenne quindi non solo il mezzo attraverso il quale si propaga la luce, ma anche il mezzo attraverso il quale si propagano i fenomeni e la forza elettromagnetica. Come scrisse Maxwell, si pensò che un unico mezzo che fosse in grado di spiegare l'ottica e l'elettromagnetismo rafforzasse l'idea dell'esistenza dell'etere luminifero, che non avrebbe dovuto più essere considerato un mero artificio introdotto ad-hoc solo per pura convenienza teorica:
(James Clerk Maxwell)
L'esistenza dell'etere implicava quella di un sistema di riferimento privilegiato, in quiete rispetto all'etere stesso, rispetto al quale erano valide le equazioni di Maxwell e in cui la velocità della luce nel vuoto risultava essere {\displaystyle c}. Inoltre, due osservatori in sistemi inerziali diversi avrebbero dovuto usare equazioni diverse per descrivere gli stessi fenomeni elettromagnetici. Infine, una misura della velocità della luce avrebbe potuto determinare lo stato di moto dell'osservatore rispetto all'etere. Secondo il principio di relatività galileiana, la velocità della luce misurata da un osservatore in moto deve rispettare la legge di trasformazione delle velocità di Galileo, per cui la velocità di propagazione effettivamente misurata di un'onda doveva dipendere dallo stato di moto dell'osservatore rispetto all'etere.

### Crisi del concetto di etere
Vi erano comunque delle difficoltà nel postulare che la propagazione del campo elettromagnetico avvenisse in un sistema di riferimento privilegiato e assoluto, solidale con il mezzo di propagazione delle onde elettromagnetiche chiamato etere. Questo mezzo avrebbe dovuto avere infatti caratteristiche molto particolari, come, per esempio, permeare tutto lo spazio senza offrire nessun attrito apprezzabile al moto dei corpi immersi in esso, attrito che, altrimenti, avrebbe avuto come conseguenza immediatamente visibile il rallentamento del moto dei pianeti e dei corpi celesti. Mancava tuttavia una teoria che spiegasse l'interazione fra l'etere e la materia ordinaria. L'aberrazione celeste, ossia lo spostamento apparente delle stelle nella volta celeste, poteva essere spiegata con il moto di rivoluzione della Terra attorno al Sole come proposto da James Bradley fin dagli inizi del XVIII secolo. La deviazione relativa dei raggi luminosi in arrivo sulla Terra dalle stelle suggeriva che l'etere non fosse trascinato dal moto della Terra. Al contrario, l'esperimento di Fizeau suggeriva che l'etere e la luce fossero parzialmente trascinati dal moto della materia. Infine, gli esperimenti condotti da François Arago nel 1810 sembravano invece mostrare che la materia fosse in grado di trascinare completamente con sé l'etere in essa contenuto, dato che la velocità della luce proveniente dalle stelle era risultata essere sempre la stessa indipendentemente dallo stato di moto della Terra. L'ipotesi dell'esistenza dell'etere portava quindi a risultati contraddittori.

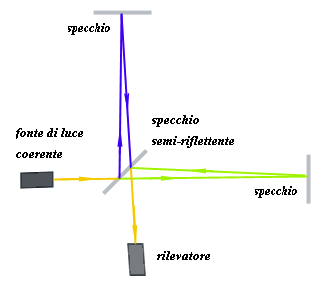
L'Interferometro di Michelson. L'esperimento originale utilizzò più specchi di quelli mostrati, la luce veniva riflessa avanti e indietro diverse volte prima di ricombinarsi.

Dal punto di vista storico, il più famoso esperimento che mise in crisi il concetto di etere fu condotto da Albert Abraham Michelson e Edward Morley nel 1887. L'esperimento di Michelson-Morley non mostrò alcuna significativa differenza della velocità della luce nella direzione parallela alla velocità terrestre, in violazione della legge di composizione delle velocità classiche. Secondo la fisica classica infatti, la velocità della luce (300.000 km/s) avrebbe dovuto comporsi con quella della Terra (30 km/s), nel percorrere un tragitto nella direzione del moto di rivoluzione terrestre. Anche quando l'esperimento fu ripetuto sei mesi dopo, con la Terra in moto in direzione opposta rispetto a un sistema solidale col Sole, si ottenne lo stesso risultato: la velocità della luce era sempre la stessa (300.000 km/s), entro i limiti degli errori sperimentali:
(Michelson e Morley)
Il "fallimento" dell'esperimento di Michelson nel raggiungere l'obiettivo prefissato, cioè di dimostrare il moto relativo fra la Terra e l'etere, portò Hendrik Lorentz a formulare una teoria secondo la quale l'interazione fra la materia e l'etere fosse responsabile della contrazione degli strumenti di misura, accorciando quindi il tragitto che la luce avrebbe dovuto percorrere nella direzione del moto terrestre. Le trasformazioni di Lorentz, sviluppate negli anni successivi nell'ambito della teoria dell'elettrone di Lorentz sono la base della relatività ristretta, anche se furono ideate nel tentativo di fondare l'esistenza dell'etere.

### La soluzione di Einstein
La contrazione dei corpi proposta da Lorentz lasciava aperti vari problemi, in particolare sulle proprietà dell'etere che consentissero la contrazione della materia. Una più semplice alternativa fu proposta da Albert Einstein, abbandonando completamente l'etere e supponendo semplicemente che la luce si propaga nel vuoto ad una velocità costante, indipendente dal sistema di riferimento. Così Einstein nel suo articolo "Sull'elettrodinamica dei corpi in movimento", dopo aver discusso le simmetrie delle equazioni di Maxwell e dei fenomeni elettromagnetici, spiegò i presupposti necessari per lo sviluppo della teoria della relatività ristretta:
(Albert Einstein)
La strada era fortemente innovativa, concettualmente semplice. Per questo Einstein non considerò mai la relatività speciale come motivo d'onore: disse invece che chiunque vi sarebbe prima o poi giunto, solo considerando le evidenze sperimentali. In effetti, Henri Poincaré aveva svolto e pubblicato prima di Einstein i calcoli della cinematica relativistica, fermandosi però ad un passo dall'affermare la non esistenza dell'etere. Quel passo, decisivo e rischioso ad un tempo, sarà fatto solo da Einstein nell'articolo Sull'elettrodinamica dei corpi in movimento.

## Trasformazioni tra sistemi di riferimento
La misura delle lunghezze, ossia delle distanze fra due punti nello spazio definite come
{\displaystyle L={\sqrt {(x_{2}-x_{1})^{2}+(y_{2}-y_{1})^{2}+(z_{2}-z_{1})^{2}}}={\sqrt {(\Delta x)^{2}+(\Delta y)^{2}+(\Delta z)^{2}}}},
e degli intervalli temporali fra due eventi {\displaystyle \Delta t=(t_{2}-t_{1})} è assoluta nella meccanica classica, nel senso che è identica fra tutti gli osservatori inerziali. Tuttavia, essendo la velocità di un qualsiasi corpo o particella uguale alla distanza percorsa diviso l'intervallo di tempo necessario per percorrerla, l'invarianza della velocità della luce nella relatività ristretta ha come conseguenza che gli osservatori inerziali in generale discorderanno sugli intervalli temporali e sulle lunghezze. Questo disaccordo non ha una caratteristica meccanica, ossia i corpi in moto non risultano fisicamente schiacciati o compressi oppure non percepiscono che il tempo scorra più lentamente. Il disaccordo è invece solamente un effetto legato alla misura degli intervalli temporali e delle lunghezze.
Questa peculiarità della relatività delle misure delle distanze e degli intervalli temporali è il cuore della teoria della relatività ristretta. Il fenomeno della contrazione delle lunghezze e della dilatazione del tempo è una conseguenza necessaria dell'invarianza della velocità della luce misurata da tutti gli osservatori inerziali.
A partire dai due postulati ammessi da Einstein, in particolare dall'invarianza della velocità della luce, il primo passo per comprendere questi fenomeni è quello di definire le nuove trasformazioni che permettono di passare da un sistema di coordinate ad un altro in moto relativo. Il problema da affrontare è quello di capire come gli eventi siano visti da due osservatori inerziali, in moto rettilineo uniforme l'uno rispetto all'altro. Un evento, nel linguaggio della relatività ristretta, è un punto dello spaziotempo quadrimensionale dato dalle coordinate {\displaystyle (x,y,z,t)}, che corrisponde ad un evento occorso in un punto dello spazio ad un certo istante. Mentre nella fisica classica la coordinata temporale ha una caratteristica assoluta per tutti gli osservatori, mentre questo non è più vero nella relatività ristretta, a causa dell'invarianza della velocità della luce. Due osservatori inerziali saranno perciò discordi non solo sulla posizione relativa dell'evento {\displaystyle (x,y,z)}, ma anche sull'istante {\displaystyle t} in cui è accaduto. Dalle trasformazioni dei punti nello spaziotempo quadridimensionale sarà poi possibile comprendere il fenomeno della contrazione delle lunghezze e della dilatazione del tempo.

### Trasformazioni di Galileo
Le trasformazioni galileiane, che legano le coordinate osservate da due osservatori inerziali in moto reciproco a velocità {\displaystyle V}, non sono compatibili con i principi della relatività ristretta. Infatti, le trasformazioni che legano i punti {\displaystyle (x,y,z)} visti dal primo osservatore (O1) con i punti {\displaystyle (x',y',z')} osservati dal secondo osservatore (O2) sono della forma:
{\displaystyle {\underset {\displaystyle {\text{osservatore O1}}}{\left\{{\begin{aligned}&x=x'+Vt\\&y=y'\\&z=z'\\&t=t'\end{aligned}}\right.}}\iff {\underset {\displaystyle {\text{osservatore O2}}}{\left\{{\begin{aligned}&x'=x-Vt\\&y'=y\\&z'=z\\&t'=t\end{aligned}}\right.}}}
dove si è assunto, senza perdita di generalità, che il moto dei due osservatori avvenga lungo l'asse {\displaystyle X}, ossia che {\displaystyle {\vec {V}}=(V,0,0)}. La prima di queste equazioni, {\displaystyle x=x'+Vt} con la sua inversa, esprime semplicemente il moto rettilineo uniforme del primo osservatore rispetto al secondo, assieme al fatto che le posizioni osservate dei punti dello spazio si trasleranno di conseguenza. L'ultima equazione {\displaystyle t=t'} definisce l'uguaglianza del tempo assoluto classico.
Tuttavia, supponendo di descrivere con {\displaystyle \Delta x} la variazione della posizione di un raggio di luce che viaggia lungo l'asse {\displaystyle x} in un intervallo {\displaystyle \Delta t} queste trasformazioni implicano che la velocità della luce diventi nel secondo sistema di riferimento
{\displaystyle {\frac {\Delta x}{\Delta t}}={\frac {\Delta (x'+Vt')}{\Delta t'}}={\frac {\Delta x'}{\Delta t'}}+V}.
Questa formula è la legge di composizione classica delle velocità. Dato che a muoversi è un raggio di luce, si avrebbe nel primo sistema di riferimento
{\displaystyle {\frac {\Delta x}{\Delta t}}=c},
mentre la velocità osservata nel secondo sistema di riferimento sarebbe {\displaystyle c+V}, superiore rispetto a quella della luce. Ad esempio, emettendo un segnale luminoso da un corpo in moto in un sistema di riferimento, classicamente ci si aspetta che questo si muova ad una velocità diversa da quella della luce emessa da un corpo fermo, o inferiore o superiore, a seconda di dove è stato diretto il segnale. In altri termini, classicamente la velocità della luce non è invariante. Le trasformazioni di Galileo violano quindi il secondo principio della relatività ristretta e sono in contrasto coi risultati dell'esperimento di Michelson-Morley. Bisogna allora supporre che le trasformazioni di coordinate nella relatività ristretta abbiano forma differente.

### Trasformazioni di Lorentz

Una visualizzazione della trasformazione di Lorentz. Viene considerata solo una delle coordinate spaziali. Nello spazio di Minkowski, gli assi dello spazio (X) e del tempo (Y) [linee con pallini] sono perpendicolari per un osservatore a riposo rispetto a quel riferimento. L'intersezione (0, 0) individua un evento che accade "qui ed ora", mentre le bisettrici caratterizzano la velocità della luce. Tutti gli eventi fisici del passato stanno nel triangolo inferiore (t < 0), mentre quelli del futuro nel triangolo superiore (t > 0). All'aumentare della velocità dell'osservatore, gli assi (X, Y) si stringono progressivamente verso le bisettrici, restando simmetrici rispetto alle diagonali ma formando un angolo minore di quello retto. Le linee che diventano oblique indicano la griglia di coordinate (X, Y) per un osservatore in movimento rispetto allo stesso sistema di riferimento.

Le trasformazioni di Lorentz soddisfano invece i principi della relatività ristretta e in particolare l'invarianza della velocità della luce. Le trasformazioni hanno la forma:
{\displaystyle {\underset {\displaystyle {\text{osservatore O1}}}{\left\{{\begin{aligned}&x={\frac {x'+Vt'}{\sqrt {1-\beta ^{2}}}}=\gamma \left(x'+Vt'\right)\\&y=y'\\&z=z'\\&t={\frac {t'+{\frac {Vx'}{c^{2}}}}{\sqrt {1-\beta ^{2}}}}=\gamma \left(t'+{\frac {Vx'}{c^{2}}}\right)\end{aligned}}\right.}}\iff {\underset {\displaystyle {\text{osservatore O2}}}{\left\{{\begin{aligned}&x'={\frac {x-Vt}{\sqrt {1-\beta ^{2}}}}=\gamma \left(x-Vt\right)\\&y'=y\\&z'=z\\&t'={\frac {t-{\frac {Vx}{c^{2}}}}{\sqrt {1-\beta ^{2}}}}=\gamma \left(t-{\frac {Vx}{c^{2}}}\right)\end{aligned}}\right.}}}
dove si è supposto che il moto relativo dei due osservatori avvenga lungo l'asse {\displaystyle X} e si sono introdotti il parametro di velocità
{\displaystyle \beta ={\frac {V}{c}}}
e il fattore di Lorentz
{\displaystyle \gamma ={\frac {1}{\sqrt {1-\beta ^{2}}}}.}
Al contrario del caso delle trasformazioni galileiane, il tempo non è assoluto: due osservatori in moto relativo associeranno ad uno stesso evento, cioè ad un punto (x, y, z, t), non solo posizioni differenti, ma anche tempi differenti, dato che {\displaystyle t\neq t'}. Il concetto di simultaneità di conseguenza non è più assoluto ma dipende dal sistema di riferimento. In questo modo, la velocità della luce risulta invariante. Infatti, considerando il rapporto:
{\displaystyle {\frac {\Delta x}{\Delta t}}={\frac {\Delta x'+V\Delta t'}{\Delta t'+{\frac {V\Delta x'}{c^{2}}}}}={\frac {\Delta t'}{\Delta t'}}{\frac {{\frac {\Delta x'}{\Delta t'}}+V}{1+{\frac {V{\frac {\Delta x'}{\Delta t'}}}{c^{2}}}}}},
se la velocità {\displaystyle {\frac {\Delta x'}{\Delta t'}}} misurata da uno dei due osservatori è quella di un raggio di luce
{\displaystyle {\frac {\Delta x'}{\Delta t'}}=c},
allora anche per l'altro osservatore la velocità della luce misurata è la stessa:
{\displaystyle {\frac {\Delta x}{\Delta t}}={\frac {{\frac {\Delta x'}{\Delta t'}}+V}{1+{\frac {V{\frac {\Delta x'}{\Delta t'}}}{c^{2}}}}}={\frac {c+V}{1+{\frac {Vc}{c^{2}}}}}=c{\frac {1+{\frac {V}{c}}}{1+{\frac {V}{c}}}}=c}.
Nel limite di basse velocità, {\displaystyle V\ll c}, si ha approssimando che
{\displaystyle \beta ={\frac {V}{c}}\simeq 0}
e anche
{\displaystyle {\frac {Vx}{c^{2}}}\simeq 0},
sicché le trasformazioni di Lorentz si riducono a quelle di Galileo. In altri termini, gli effetti relativistici diventano non trascurabili per velocità confrontabili con quelle della luce.
Le particelle elementari prive di massa, come i fotoni stessi che costituiscono la luce, viaggiano alla velocità della luce. Dal punto di vista della teoria della relatività ristretta, non è concepibile un sistema di riferimento inerziale solidale nel quale queste particelle siano ferme. Infatti le trasformazioni di Lorentz divergono quando la velocità {\displaystyle V} si avvicina a {\displaystyle c}, dato che in questo limite
{\displaystyle \beta ={\frac {V}{c}}\simeq 1}
{\displaystyle \gamma ={\frac {1}{\sqrt {1-\beta ^{2}}}}\simeq \infty },
facendo divergere le espressioni per il cambiamento di coordinate.
Le trasformazioni di Lorentz trattano il tempo come una coordinata allo stesso livello di una qualunque coordinata spaziale. Dato che un evento può essere sempre individuato tramite la sua posizione nello spazio e lungo l'asse temporale, il formalismo relativistico può essere costruito in uno spazio a quattro dimensioni, lo spazio-tempo di Minkowski, nel quale le prime tre coordinate coincidono con le normali coordinate spaziali e la quarta è rappresentata dal tempo. In questo spaziotempo, le distanze quadri dimensionali fra due punti distinti possono essere positive, nulle o anche negative. Le trasformazioni di Lorentz hanno una importante interpretazione geometrica come le trasformazioni lineari che connettono fra loro sistemi diversi di coordinate spazio-temporali, lasciando invariata la separazione spazio-temporale fra ogni coppia di eventi.

### Contrazione delle lunghezze
La lunghezza di un corpo in movimento non è invariante, ma subisce una contrazione nella direzione del moto {\displaystyle (L'<L)}. Supponiamo di misurare la lunghezza di un corpo in due sistemi di riferimento: nel primo {\displaystyle (S)} il corpo è in quiete, mentre nel secondo {\displaystyle (S')} è in moto con velocità {\displaystyle V}. Dall'espressione delle trasformazioni di Lorentz, assumendo come sopra di misurare la lunghezza lungo l'asse {\displaystyle X}, nel primo sistema di riferimento inerziale {\displaystyle (S)} si ha
{\displaystyle L=\Delta x=x_{2}-x_{1}=\gamma \,(x_{2}'+Vt_{2}'-x_{1}'-Vt_{1}')}.
Le misure di lunghezza nel sistema in cui il corpo è in moto {\displaystyle (S')} devono essere fatte nello stesso istante, in modo che valga 
{\displaystyle t_{1}'=t_{2}'=t'}. Allora
{\displaystyle L=\gamma \,(x_{2}'+Vt'-x_{1}'-Vt')=\gamma \,(x_{2}'-x_{1}')=\gamma \,\Delta x'=\gamma \,L'}.
Invertendo tale relazione si ha:
{\displaystyle L'={\frac {L}{\gamma }}}.
Dato che {\displaystyle \gamma >1}, allora {\displaystyle L'<L}, ossia nel secondo sistema di riferimento inerziale {\displaystyle (S')}, in cui il corpo risulta in moto, la lunghezza {\displaystyle L'} è minore di {\displaystyle L}, quella misurata nel primo sistema di riferimento {\displaystyle (S)}, nel quale è in quiete. 
La lunghezza misurata da un osservatore in quiete rispetto all'oggetto è detta lunghezza propria ed è a volte indicata con {\displaystyle \ell }.
La contrazione delle lunghezze non deve essere interpretata come se il metro variasse la sua dimensione al cambio di sistema di riferimento. Le misure infatti saranno differenti solo se effettuate da un altro osservatore in moto relativo: la lunghezza del proprio metro e la durata del proprio minuto è la stessa per tutti gli osservatori. C'è da specificare, inoltre, che il restringimento della lunghezza secondo la teoria della relatività ristretta avviene soltanto nella direzione di avanzamento, e sia lo scorrere più lento del tempo, sia il restringimento dello spazio, si verificano contemporaneamente.

### Dilatazione dei tempi
L'intervallo di tempo trascorso tra due eventi non è invariante, ma subisce una dilatazione se misurato da un orologio di un osservatore in moto rispetto agli eventi {\displaystyle (\Delta t'>\Delta t)}. Tale dilatazione è data dalla formula
{\displaystyle \Delta t'=\gamma \,\Delta t=\gamma \,\tau }
La durata minima dell'intervallo di tempo è misurata da un orologio solidale con gli eventi; tale intervallo {\displaystyle \tau } viene chiamato tempo proprio.
Confrontando le due formule per la contrazione della lunghezza e del tempo, si nota che «dove lo spazio si contrae, il tempo si dilata; e, viceversa, dove il tempo si contrae, lo spazio si dilata.» (Einstein) La relazione diventa più evidente se si risolvono le due equazioni rispetto a {\displaystyle \gamma }
{\displaystyle \gamma ={\frac {L}{L'}}={\frac {\Delta t'}{\Delta t}}={\frac {\ell }{L'}}={\frac {\Delta t'}{\tau }}},
da cui si vede che la contrazione della lunghezza è compensata dalla dilatazione dell'intervallo temporale:
{\displaystyle \ell \,\tau =L'\,\Delta t'}.

### Simultaneità
Anche il concetto di simultaneità perde la sua assolutezza; infatti, se la velocità della luce è finita ed è la stessa per ogni osservatore, due eventi simultanei in un sistema inerziale non lo sono più se osservati da un altro sistema inerziale in moto rispetto al primo.
Se la luce emessa da due lampadine (chiamiamole A e B) equidistanti da un osservatore O, fermo rispetto a esse, lo raggiungerà allo stesso istante, allora O considererà i due eventi come simultanei.
Un osservatore O' in un diverso stato di moto, ovvero in un sistema di riferimento inerziale in moto rettilineo uniforme rispetto a quello in cui O, A e B sono fermi, in generale percepirà la luce delle due lampadine in istanti diversi. Anche la meccanica classica prevede che la luce abbia una velocità finita, dunque che a seconda della posizione di un osservatore l'informazione luminosa di due eventi distanti simultanei possa giungere prima o dopo.
Nell'ambito della meccanica classica, però, tutto si deve risolvere svolgendo gli opportuni calcoli che tengano nel debito conto la distanza dagli eventi e la velocità della luce: l'osservatore O', sapendo di essere (ad esempio) più vicino ad A che a B, calcolando il tempo che intercorre tra il momento in cui riceve l'impulso luminoso di A e quello di B, e conoscendo le distanze relative e la velocità della luce, dovrebbe concludere che "in realtà" gli eventi erano contemporanei. Per fare un altro esempio, se noi vedessimo un semaforo accendersi a pochi metri da noi e, circa otto minuti dopo, osservassimo una eruzione solare, pur avendo percepito in istanti diversi la luce dei due eventi, concluderemmo secondo la meccanica classica (sapendo che la luce del Sole impiega proprio 8 minuti per giungere sulla Terra) che i due eventi sono avvenuti nel medesimo istante.
Ciò non risulta valido nell'ambito della relatività speciale. Se O' è in moto rispetto a O, A e B (a una velocità sufficientemente alta da apprezzare gli effetti relativistici), anche tenendo nel debito conto come precisato sopra gli effetti della velocità della luce dovrà concludere (ad esempio) che A precede B. Un altro osservatore O", con stato di moto opposto, dovrà invece concludere che B precede A.
La situazione è apparentemente paradossale, a causa della concezione "classica" dell'esistenza di un tempo assoluto, uguale per tutti i sistemi di riferimento. Venendo a mancare questo, sostituito dallo spazio-tempo relativistico, la simultaneità di due eventi distanti risulta essere legata allo stato di moto dell'osservatore di tali eventi, e non più assoluta.
Questa situazione si verifica soltanto per eventi tra i quali intercorre un intervallo di tipo spaziale, tali cioè che è impossibile per un raggio di luce (o per qualcosa di più lento) essere presente a entrambi gli eventi: nell'esempio delle lampadine, in effetti, se esse sono distanti tra loro d, e la loro accensione risulta contemporanea per un osservatore fermo rispetto a esse, un raggio di luce non potrà essere presente sia all'accensione di A sia a quella di B, avendo velocità finita.
Le coppie di eventi per i quali invece la luce (o qualcosa di più lento) può presenziare a entrambi, sono dette separate da un intervallo di tipo temporale: questi eventi saranno visti da tutti gli osservatori, qualunque sia il loro stato di moto, nello stesso ordine cronologico (anche se l'intervallo di tempo potrà apparire più breve o più lungo ai diversi osservatori). Per queste coppie di eventi sussiste dunque una definita relazione causale, legata alla cronologica di prima/dopo che è indipendente dall'osservatore.

## Cinematica e dinamica relativistiche

### Effetti sul tempo
Come detto precedentemente, l'effetto principale del limite assoluto ({\displaystyle c}) sulla velocità della luce è la mancanza di accordo tra osservatori diversi sulla simultaneità tra due o più eventi osservati dai rispettivi sistemi di riferimento.
Consideriamo due sistemi di riferimento inerziali {\displaystyle R} e {\displaystyle R'} e sia {\displaystyle V} la velocità lungo l'asse positivo delle {\displaystyle x} con cui {\displaystyle R'} si muove rispetto a {\displaystyle R}. In {\displaystyle R'} un emettitore luminoso, posto a metà strada tra due ricevitori distanti uno dall'altro {\displaystyle 2L'}, emette un lampo di luce che per ragioni di simmetria, raggiunge i due rivelatori simultaneamente all'istante {\displaystyle t'={\frac {L'}{c}}}.
L'osservatore in {\displaystyle R} invece sostiene che il lampo di luce arriva prima al rivelatore di sinistra e poi a quello di destra, perché deve percorrere meno strada verso sinistra in quanto il rivelatore gli viene incontro. Se {\displaystyle 2L} è la distanza misurata tra i due ricevitori, allora la luce raggiungerà il rivelatore di sinistra all'istante {\displaystyle t_{s}={\frac {L}{(c+V)}}}, mentre raggiungerà quello di destra all'istante {\displaystyle t_{d}={\frac {L}{(c-V)}}}.
Quanto detto comporta anche che due orologi perfettamente sincronizzati nel sistema {\displaystyle R'}, osservati simultaneamente da {\displaystyle R} non lo saranno più, ma quello a sinistra segnerà un orario maggiore di quello a destra; infatti la differenza si calcola facilmente ponendo una lampada in {\displaystyle R'} in posizione tale che illumini contemporaneamente i due orologi secondo il punto di vista dell'osservatore fermo in {\displaystyle R}. Questa lampada dovrà essere posta a una distanza di {\displaystyle {\frac {L'(c+V)}{2c}}} dall'orologio di sinistra, e di {\displaystyle {\frac {L'(c-V)}{2c}}} da quello di destra. Allora la luce percorrerà un tragitto più lungo di {\displaystyle {\frac {L'V}{c}}} andando verso l'orologio di sinistra, che segnerà quindi un orario maggiore di {\displaystyle {\frac {L'V}{c^{2}}}} secondi rispetto a quello di destra.

### Cinematica
Tutta la meccanica classica venne modificata per renderla invariante per trasformazioni di Lorentz, ottenendo risultati diversi dalla visione classica; è comunque sempre valido il limite classico. Basandosi sul fatto che per velocità piccole la dinamica di Newton fornisce risultati corretti, si può supporre che valgano anche in relatività le stesse grandezze, anche se alcune grandezze devono essere ridefinite per accordarsi con la relatività ristretta. In effetti si trova che le stesse leggi di Newton (principio d'inerzia, secondo principio e conservazione della quantità di moto) valgono ugualmente in meccanica relativistica, a patto di ridefinire alcune delle grandezze coinvolte.
È generalmente utilizzato, allo scopo di alleggerire la formulazione e creare degli invarianti per cambiamento di riferimento (quali erano il tempo e l'accelerazione in meccanica classica), un formalismo tensoriale che definisce le grandezze della cinematica non più grazie ai vettori in R3, ma ai quadrivettori nello Spazio-tempo di Minkowski M quadridimensionale. Data una nuova definizione di tempo proprio, uno scalare realmente indipendente dal sistema di riferimento e legato solo al moto del corpo studiato, si possono derivare, dalla posizione di un corpo nello spazio tempo, la sua quadrivelocità e quadriaccelerazione.
Chiamiamo {\displaystyle X^{\mu }=(ct,x,y,z)} il quadrivettore posizione che identifica la posizione della particella rispetto a un sistema di riferimento inerziale (sistema del laboratorio), dove c è la velocità della luce, t la coordinata temporale e x, y, e z le coordinate spaziali. Differenziando abbiamo:
{\displaystyle dX^{\mu }=(cdt,dx,dy,dz)}
Definiamo tempo proprio il tempo che misurerebbe un orologio posto su una particella in moto vario nello spaziotempo come se si muovesse di moto rettilineo uniforme. In simboli ( |X| indica la norma di Minkowski):
{\displaystyle d\tau :={\frac {1}{c}}|dX^{\mu }|={\frac {1}{c}}{\sqrt {c^{2}dt^{2}-dx^{2}-dy^{2}-dz^{2}}}=dt{\sqrt {1-{\frac {1}{c^{2}}}(v_{x}^{2}+v_{y}^{2}+v_{z}^{2})}}={\frac {dt}{\gamma }}}
Il tempo proprio è una grandezza utile a parametrizzare la traiettoria di un corpo.
Definiamo anche il quadrivettore velocità come {\displaystyle U^{\mu }={\frac {dX^{\mu }}{d\tau }}} (quadrivelocità) e il quadrivettore accelerazione {\displaystyle A^{\mu }={\frac {dU^{\mu }}{d\tau }}={\frac {d^{2}X^{\mu }}{d\tau ^{2}}}} (quadriaccelerazione). Possiamo quindi esprimere quadrivelocità e quadriaccelerazione in funzione delle ordinarie velocità {\displaystyle {\vec {v}}} e accelerazione {\displaystyle {\vec {a}}} come:
{\displaystyle {\begin{cases}U_{0}=\gamma c\,\\U_{\alpha }=\gamma v_{\alpha }\,\\A_{0}={\frac {\gamma ^{4}}{c}}{\vec {v}}\cdot {\vec {a}}\,\\A_{\alpha }=\gamma ^{2}a_{\alpha }+{\frac {\gamma ^{4}}{c^{2}}}({\vec {v}}\cdot {\vec {a}})v_{\alpha }\,\end{cases}}}
Di seguito sono riportati due casi notevoli, ottenuti applicando le trasformazioni di Lorentz.

#### Legge di trasformazione degli angoli
Si ricava che la nozione di parallelismo tra due rette è invariante, mentre non lo è quella di perpendicolarità. L'angolo tra due vettori è invariante solo se si trovano entrambi in un piano perpendicolare alla velocità relativa tra i due osservatori.

#### Legge di composizione delle velocità
Come diretta conseguenza delle trasformazioni di Lorentz, le velocità si compongono non come normali vettori (vedi regola del parallelogramma) ma in un modo diverso, che tiene conto del cambiamento della coordinata tempo. Se nel sistema S un corpo ha velocità {\displaystyle {\vec {u}}}, e il sistema S* si muove di velocità {\displaystyle {\vec {v}}=(v,0,0)}, cioè parallela all'asse x del sistema S, la velocità {\displaystyle {\vec {u}}'} del corpo nel sistema S* sarà data dalle seguenti formule:
{\displaystyle {\begin{cases}{u'_{x}}={\frac {u_{x}-v}{1-{\frac {vu_{x}}{c^{2}}}}}\,\\{u'_{y}}={\frac {u_{y}}{\gamma (1-{\frac {vu_{x}}{c^{2}}})}}\,\\{u'_{z}}={\frac {u_{z}}{\gamma (1-{\frac {vu_{x}}{c^{2}}})}}\end{cases}}}

#### Trasformazione delle accelerazioni
Nel passaggio da un SdR inerziale ad un altro l'accelerazione di un corpo non è invariante. Supponiamo di avere due sistemi di riferimento S e S*; poniamoci inizialmente solidali ad S e ipotizziamo che S* si muova con velocità {\displaystyle {\vec {V}}=(V,0,0)}. Osserviamo ora una particella che si muove con velocità {\displaystyle {\vec {v}}_{\mathrm {p} }=(v_{x},v_{y},v_{z})} e accelerazione {\displaystyle {\vec {a}}_{\mathrm {p} }=(a_{x},a_{y},a_{z})}, allora, nel passaggio da S a S*, le componenti di {\displaystyle {\vec {a}}_{\mathrm {p} }} si trasformano nel seguente modo:
{\displaystyle {\vec {a}}_{p}':{\begin{cases}a_{x'}={\frac {a_{x}}{\gamma ^{3}\left(1-{\frac {Vv_{x}}{c^{2}}}\right)^{3}}}\\a_{y'}={\frac {a_{y}}{\gamma ^{2}\left(1-{\frac {Vv_{x}}{c^{2}}}\right)}}+{\frac {{\frac {Vv_{y}}{c^{2}}}a_{x}}{\gamma ^{2}\left(1-{\frac {Vv_{x}}{c^{2}}}\right)^{3}}}\\a_{z'}={\frac {a_{z}}{\gamma ^{2}\left(1-{\frac {Vv_{x}}{c^{2}}}\right)}}+{\frac {{\frac {Vv_{z}}{c^{2}}}a_{x}}{\gamma ^{2}\left(1-{\frac {Vv_{x}}{c^{2}}}\right)^{3}}}\end{cases}}}

##### Accelerazione propria

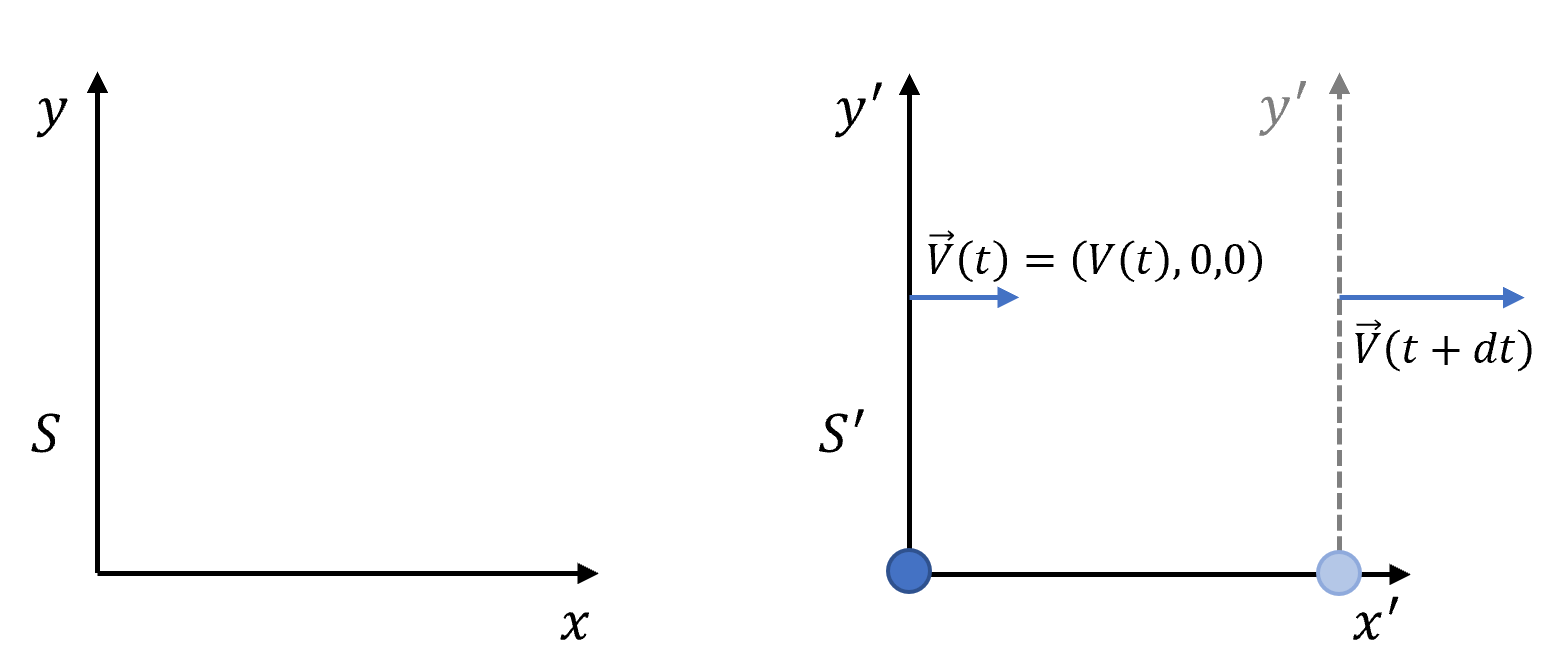
Rappresentazione di una particella in moto rettilineo e del suo sistema di riferimento inerziale momentaneo S'

Supponiamo di essere in una situazione analoga alla precedente, allora {\displaystyle \forall t\in \mathbb {R} \exists } SdR inerziale S*: {\displaystyle {\vec {v}}_{\mathrm {p} }'={\vec {0}}}. L'accelerazione della particella misurata in questo SdR inerziale è detta accelerazione propria {\displaystyle {\vec {\alpha }}}.

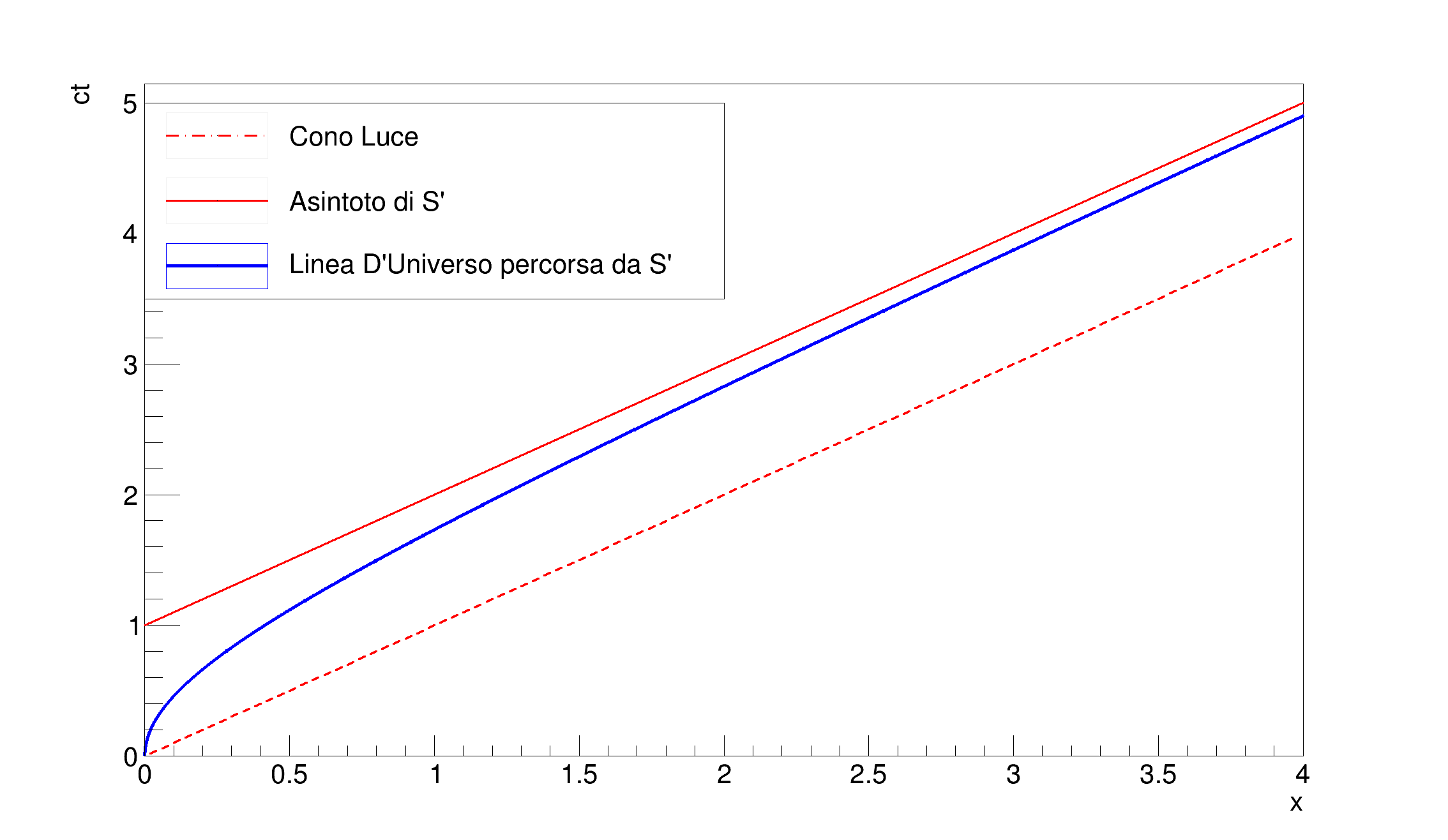
Diagramma di Minkowski: linea d'universo di una particella in moto rettilineo con accelerazione propria costante

Nel caso in cui la particella si muova di moto rettilineo lungo l'asse x, {\displaystyle {\vec {\alpha }}=\gamma ^{3}(a_{x},0,0)}.
Nel caso in cui la particella si muova di moto circolare uniforme, ruotando gli assi in modo che la velocità sia sempre diretta lungo x, {\displaystyle {\vec {\alpha }}=\gamma ^{2}(0,a_{y},0)}.
L'accelerazione propria è invariante per trasformazioni di Lorentz, infatti il quadrivettore accelerazione {\displaystyle a^{\mu }=\gamma _{\mathrm {p} }(c{\dot {\gamma }}_{\mathrm {p} };{\dot {\gamma }}_{\mathrm {p} }{\vec {v}}_{\mathrm {p} }+\gamma _{\mathrm {p} }{\vec {a}}_{\mathrm {p} })}, che in S* assume la forma {\displaystyle (0;{\vec {\alpha }})}, ha norma di Minkowski al quadrato {\displaystyle a^{\mu }a_{\mu }=-\alpha ^{2}}.

### Dinamica
Il quadrivettore quantità di moto {\displaystyle P^{\mu }}(quadrimpulso) è definito, similmente alla meccanica newtoniana, come:
{\displaystyle P^{\mu }=mU^{\mu }=m\gamma (c,{\vec {v}})}
dove m è la massa invariante.
La quantità di moto tridimensionale nel sistema di riferimento dell'osservatore diventa quindi:
{\displaystyle {\vec {P}}=\gamma m{\vec {v}}}
A causa del coefficiente {\displaystyle \gamma } la quantità di moto di un corpo tende a infinito quando v tende alla velocità della luce c. Analogamente, introducendo la quadriforza {\displaystyle K^{\mu }} il secondo principio si esprime come
{\displaystyle K^{\mu }=ma^{\mu }}
oppure, ponendo {\displaystyle F^{\mu }=K^{\mu }/\gamma } chiamata forza relativa (al sistema galileiano considerato):
{\displaystyle F^{\mu }={\frac {dP^{\mu }}{dt}}}
Facciamo l'esempio di una particella sottoposta a una forza costante, come un elettrone sottoposto a un campo elettrico costante. Secondo il senso comune e il secondo principio della dinamica continuando a fornirgli energia esso dovrebbe aumentare linearmente la sua velocità. Nella realtà però, per quanta energia continuiamo a dare, una particella dotata di massa non riuscirà mai a raggiungere la velocità della luce e l'accelerazione risultante sarà sempre minore. Ciò è ben spiegato dalla dinamica relativistica: chiamando "massa relativistica" il termine {\displaystyle \gamma m} si desume che la massa inerziale dell'elettrone aumenta con l'aumentare della velocità. A velocità prossime a quelle della luce la massa relativistica tende all'infinito. L'aumento della massa avviene a spese dell'energia fornita e la velocità della luce non può essere raggiunta poiché occorrerebbe un'energia infinita. La relazione tra le misure della massa in due sistemi inerziali diversi è data da: {\displaystyle m'''=\gamma (m-vp/c^{2})} mentre quella della quantità di moto è: {\displaystyle p^{\prime }=p+v((\gamma -1)vp/v^{2}-m\gamma )}

### Energia
Definendo l'energia E come {\displaystyle E=\gamma mc^{2}} si dimostra facilmente il teorema dell'energia cinetica:
{\displaystyle {\frac {dE}{dt}}={\vec {v}}\cdot {\vec {F}}}.
Sviluppando l'energia in serie di Taylor per piccoli {\displaystyle {\frac {v}{c}}} otteniamo:
{\displaystyle {\begin{aligned}E&=\gamma mc^{2}={\frac {1}{\sqrt {1-{\frac {v^{2}}{c^{2}}}}}}mc^{2}\\&=\left(1+{\frac {1}{2}}{\frac {v^{2}}{c^{2}}}+{\frac {3}{8}}{\frac {v^{4}}{c^{4}}}+\cdots \right)mc^{2}\\&=mc^{2}+{\frac {1}{2}}mv^{2}+{\frac {3}{8}}m{\frac {v^{4}}{c^{2}}}+\cdots \end{aligned}}}
L'energia, approssimata al second'ordine, risulta essere formata da una componente costante {\displaystyle mc^{2}} dipendente solo dalla massa del corpo e dal termine {\displaystyle {\frac {1}{2}}mv^{2}}, uguale all'energia cinetica della meccanica newtoniana (per piccole v rispetto a c). L'energia E è quindi la naturale estensione dell'energia cinetica "classica". La formula {\displaystyle E=mc^{2}} riferita all'energia in quiete, la più conosciuta della Fisica assieme alla 2ª Legge della Dinamica di Newton {\displaystyle {\vec {F}}=m{\vec {a}}}, dice in sostanza che l'energia può trasformarsi in massa e viceversa: in sintesi, energia e massa sono equivalenti.
Questo principio è quello che si verifica nella fissione nucleare, dove per esempio una massa di 10 grammi di uranio si trasforma in 900.000 miliardi di joule di energia. Tale principio è usato nelle centrali nucleari per produrre energia, e anche nelle bombe atomiche.

## Paradossi relativistici
Le difficoltà nell'accettazione della teoria della relatività si manifestarono anche nella formulazione di alcuni esperimenti mentali, chiamati paradossi relativistici, in cui l'applicazione della relatività ristretta porta a conseguenze lontane dal senso comune, se non addirittura contraddittorie (da qui il nome "paradossi"). I paradossi relativistici vennero anche usati dai detrattori della relatività per cercare di dimostrare l'incoerenza della teoria stessa.
Alcuni di questi paradossi non cercano propriamente di evidenziare contraddizioni; sono soltanto delle previsioni fatte dalla teoria che risultano lontane dal senso comune, e quindi sono difficili da spiegare al di fuori di un ambito scientifico rigoroso.
Altri paradossi tendono invece a cercare contraddizioni interne alla teoria della relatività. Un famoso esempio è il paradosso dei gemelli, che deve il suo nome alla presentazione che ne fece il filosofo Herbert Dingle negli anni cinquanta. Esso consiste nella situazione di due gemelli, uno dei quali compie un viaggio spaziale verso una stella per tornare quindi sulla Terra. Secondo Dingle, applicando i principi della relatività ristretta, si sarebbe dovuti giungere alla conclusione paradossale che ciascuno dei due gemelli, al ritorno del gemello che era partito, avrebbe dovuto essere più vecchio dell'altro. In realtà, questa situazione non può essere formalmente risolta all'interno della teoria della relatività ristretta ma solo nell'ambito della relatività generale, in quanto solo quest'ultima si riferisce anche ai sistemi di riferimento non inerziali (l'inversione della velocità dall'andata al ritorno della navicella implica infatti un'accelerazione); tuttavia, è possibile darne un'esauriente spiegazione anche nella relatività speciale, trascurando i momenti di accelerazione non nulla, senza giungere a contraddizioni.

## Conferme sperimentali
Gli effetti sulle lunghezze e sugli intervalli di tempo sono normalmente osservati sia in natura sia nei laboratori, dove particelle sono spinte negli acceleratori a velocità vicine a quelle della luce.
Una prima conferma fu ottenuta grazie all'esperimento di Bruno Rossi e David B. Hall ed è legata alla maggiore vita media dei pioni o dei muoni generati dai raggi cosmici nell'alta atmosfera terrestre: questi pioni e muoni esistono mediamente solo per circa 2 milionesimi di secondo, poi si trasformano in altre particelle. Muovendosi al 99% della velocità della luce, la distanza che dovrebbero percorrere si può calcolare in 300.000 km/s × 0,99 × 2 µs = 0,6 km. Quindi, percorrendo solo 600 metri, ed essendo prodotti nell'alta atmosfera, essi dovrebbero decadere prima di arrivare sulla superficie della terra. Nella realtà essi arrivano fino al livello del mare, cosa che viene interpretata come un aumento della loro vita media a causa dell'alta velocità: rispetto a un osservatore sulla superficie terrestre, la durata del loro stato stabile si allunga (perché il loro tempo scorre più lentamente), e sono quindi in grado di percorrere distanze più grandi di quelle attese.
L'equivalenza tra massa ed energia è confermata dal difetto di massa: due particelle legate tra loro hanno una massa totale minore della somma delle stesse particelle libere; la differenza di massa è dovuta al fatto che le particelle appartengono allo stesso sistema cinetico: nel caso opposto entrambe sommano alla loro massa inerziale quella cinetica.
Nel 2022, è stata rilevata la contrazione del campo elettrico (campo di Coulomb) circoscritto ad un elettrone ad alta energia che si muoveva a velocità prossime a quello della luce, generato da un acceleratore di particelle lineari.